# Louis B. Mayer

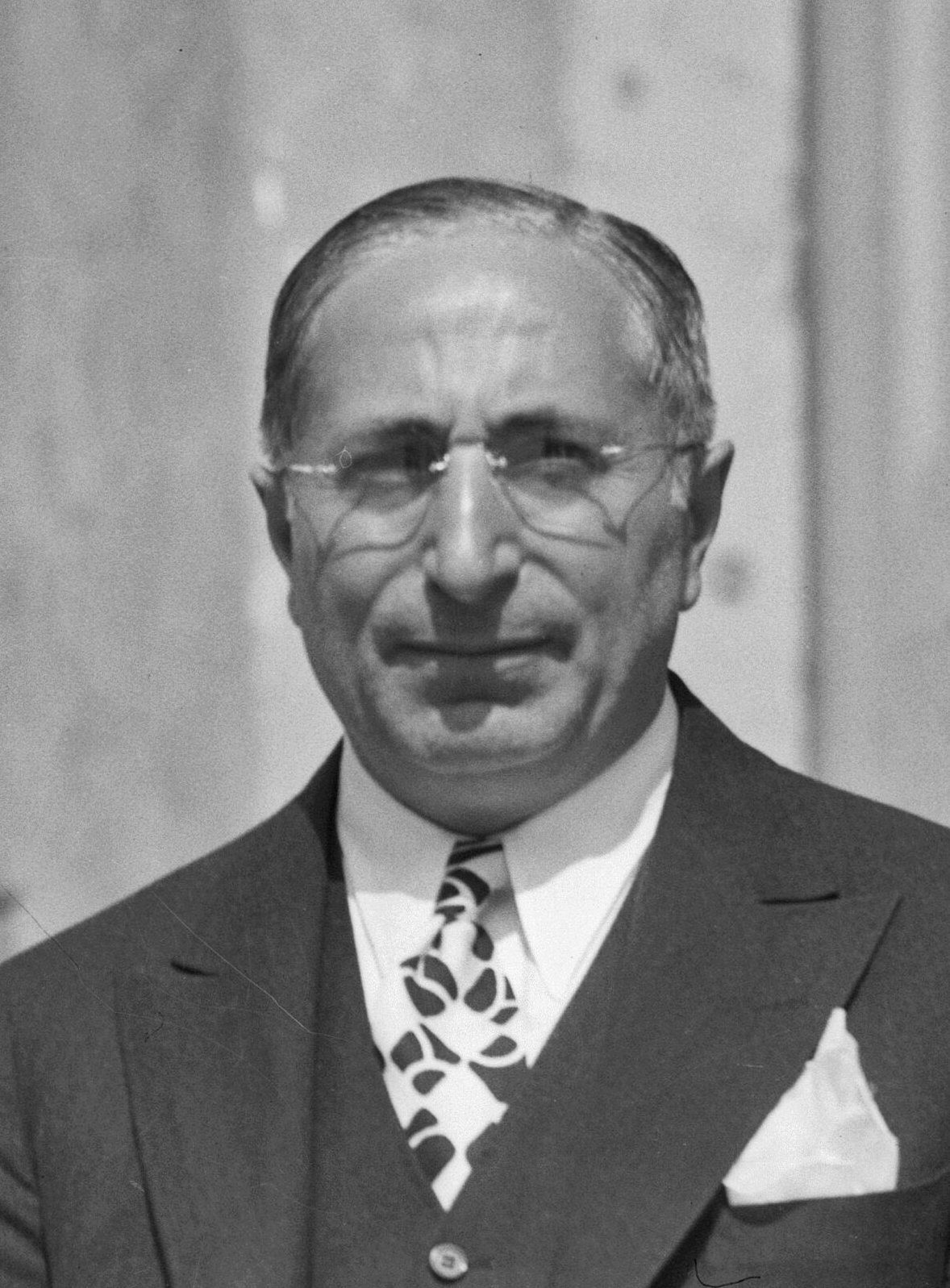
Louis B. Mayer (1934)

Louis Burt Mayer (* 12. Juli 1884 in Dymer, Russisches Kaiserreich; † 29. Oktober 1957 in Los Angeles, Kalifornien; eigentlich Lazar Mayer oder Eliezer Meir) war ein US-amerikanischer Filmproduzent jüdischer Abstammung. Mayer leitete jahrzehntelang die Filmgesellschaft Metro-Goldwyn-Mayer, abgekürzt MGM, die er zu dem damals bekanntesten und profitabelsten Unternehmen der Filmbranche machte. Mayer hatte die Idee zur Gründung der Academy of Motion Picture Arts and Sciences, die seit 1929 die Oscars verleiht und zu deren Gründungsmitgliedern er zählte.

## Leben
Zu Louis B. Mayers genauem Geburtsdatum und Geburtsort kursieren verschiedene Angaben. Allgemein gilt der 12. Juli 1884 als anerkannt, er selbst hat jedoch immer wieder 1885 als Geburtsjahr und den patriotisch bedeutsamen 4. Juli, den amerikanischen Unabhängigkeitstag, als Tag seiner Geburt genannt. Als Geburtsort nannte MGM in Mayers Firmenbiographie lange Minsk. Sein Biograf Scott Eyman gibt als Geburtsort die kleine Siedlung Dymer im Russischen Kaiserreich an. Die jüdische Familie wanderte um 1888 aus Russland nach Kanada aus.
Mayer erkannte mit Anfang zwanzig das finanzielle Potential des Nickelodeon-Kinos und eröffnete 1907 sein erstes Kino. Innerhalb weniger Jahre besaß er 90 Prozent aller Kinos in Neuengland und verdiente 1915 ein Vermögen mit den exklusiven Verleihrechten für Die Geburt einer Nation, dem bis dahin finanziell erfolgreichsten Film. 1916 gründete er zusammen mit Richard A. Rowland die Metro Pictures Corporation mit Sitz in New York. 1918 ging er mit der Firma aus Angst vor dem Edison Trust nach Hollywood. Mayer kündigte Rowland im selben Jahr die Partnerschaft und überredete auf der Suche nach einem publikumswirksamen Star die bereits bekannte Schauspielerin Anita Stewart, ihr bisheriges Studio Vitagraph zu verlassen und für die neugegründeten Louis B. Mayer Pictures zu arbeiten. 1924 machte Marcus Loew Mayer zum Chef der neuen Firma Metro-Goldwyn-Mayer, die unter dem Akronym MGM bekannt wurde. Im Jahr 1925 konnte das Studio mit Ben Hur einen ersten großen Erfolg feiern.

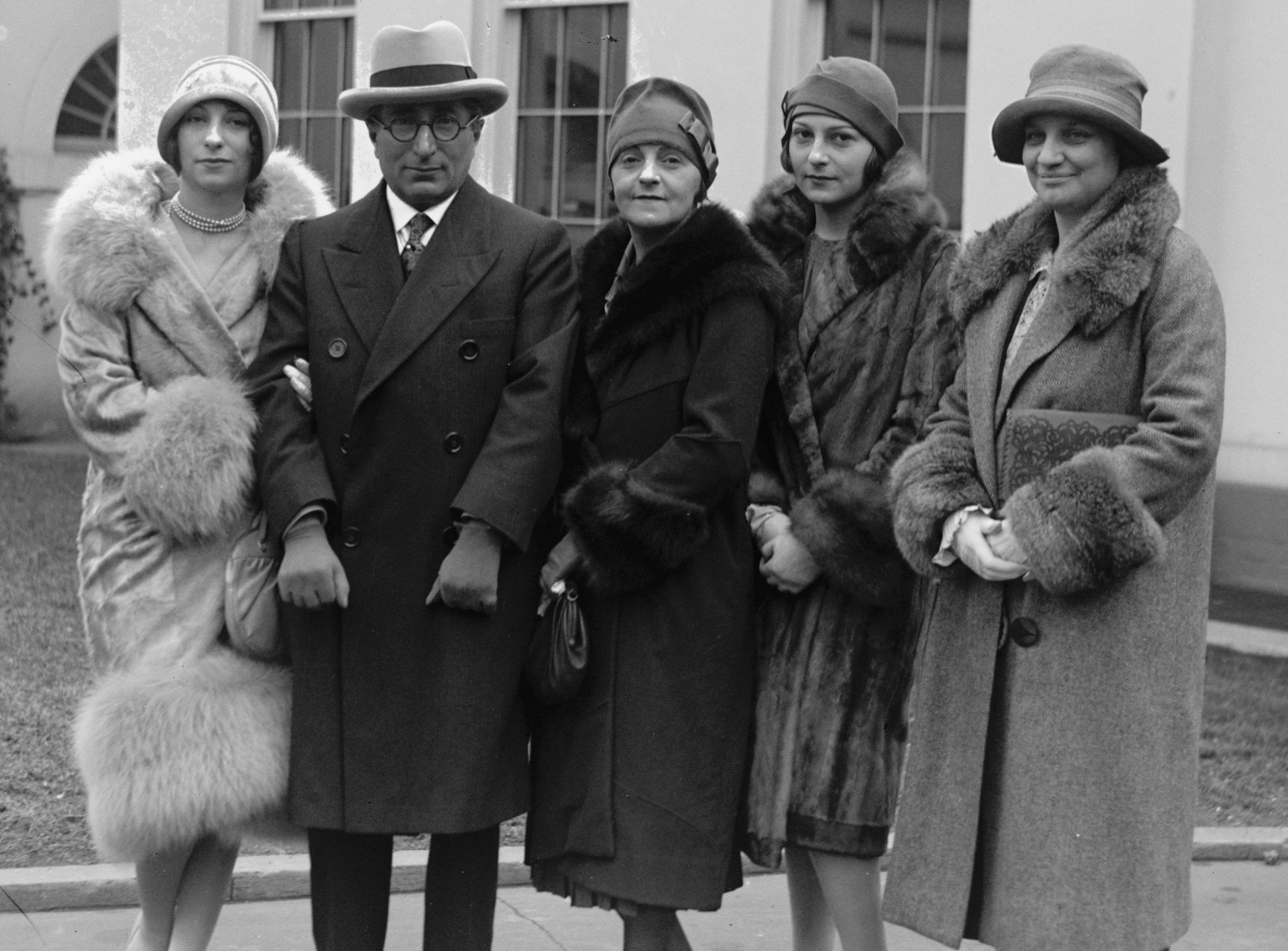
Mayer mit seiner Frau Margaret und den gemeinsamen Töchtern Edith und Irene (1927)

Als Studioboss errichtete Louis B. Mayer mit MGM das ab den 1930ern lange Zeit finanziell erfolgreichste Filmstudio der Welt. Seine Geschäftspolitik trug entscheidend dazu bei, dass MGM als einziges der großen Filmstudios selbst während der wirtschaftlichen Depression Anfang der 1930er-Jahre keine Verluste schrieb. Zu den Schauspielern, die unter seiner Ägide für MGM arbeiteten, gehörten unter anderen Greta Garbo, Joan Crawford, Clark Gable, Spencer Tracy, Katharine Hepburn, James Stewart, Jean Harlow, Judy Garland, Elizabeth Taylor, Lana Turner, Hedy Lamarr und Ava Gardner. Das Studio warb zeitweise mit dem Slogan „More Stars than in Heaven“.
Mayer bevorzugte insbesondere „moralisch wertvolle“ Filme, die leichte Unterhaltung bieten sollten. Regelmäßig geriet er deswegen mit Produktionsleiter Irving Thalberg aneinander, der anspruchsvolle und kritische Literaturverfilmungen bevorzugte. 1932 schließlich drängte Mayer Thalberg aus dem Geschäft, während der sich gerade von einem Herzanfall erholte. Nach einer Übergangszeit, in der Mayer immer neue Produktionsleiter beschäftigte, übernahm er 1936 den Posten selbst, womit er zum ersten Konzernvorsitzenden der USA wurde, der ein sechsstelliges Einkommen hatte. Nach Thalbergs frühem Tod 1937 war Mayer für ein Jahrzehnt der unumstrittene Leiter des Studios, was sich auch in den produzierten Filmen widerspiegelte. Aufwendige Musicalfilme aus der Abteilung von Arthur Freed, aber auch viele Familienfilme wie die Andy-Hardy-Reihe prägten anschließend das Studio.

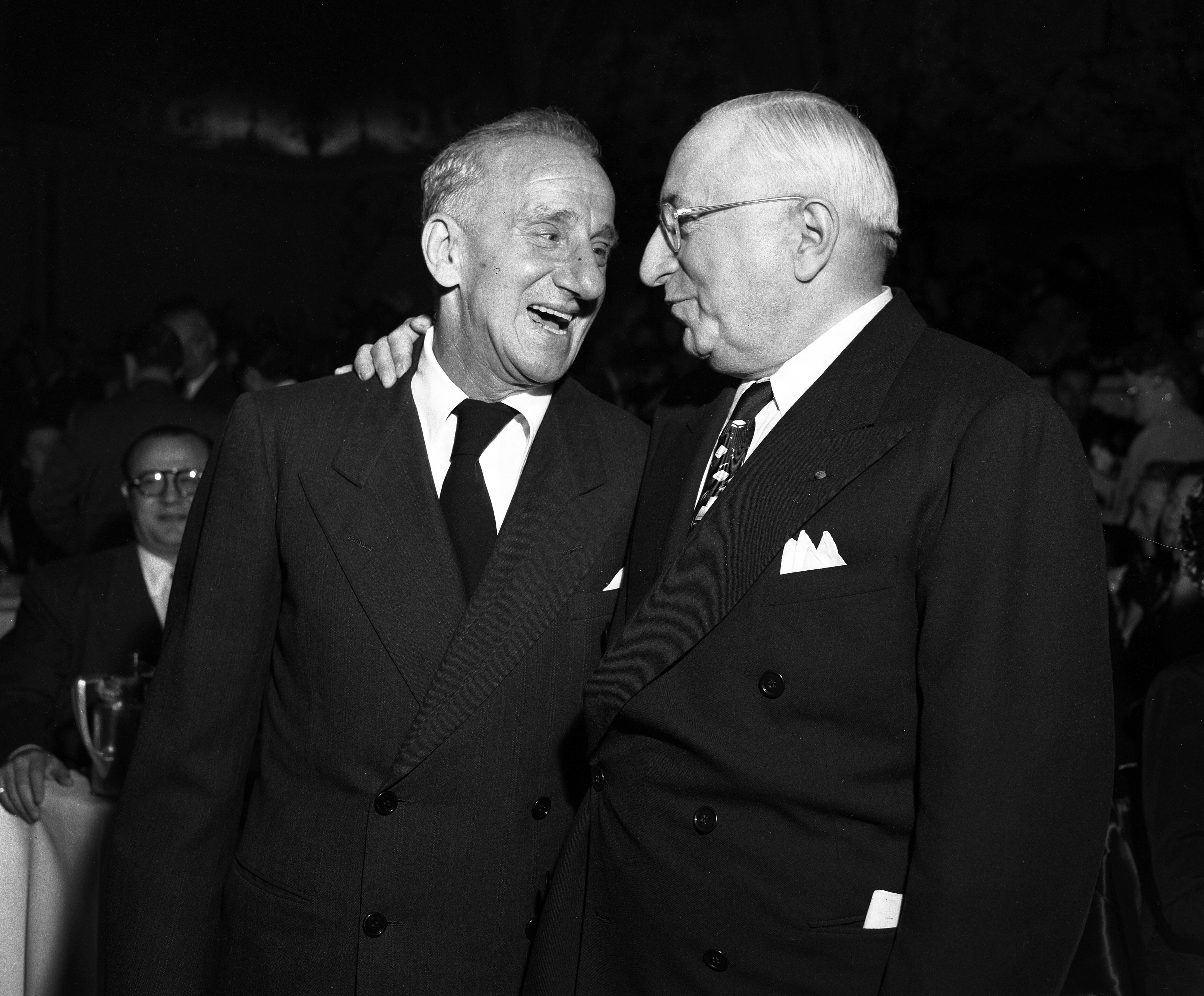
Mayer (rechts) mit Jimmy Durante (1948)

In den späten 1940er-Jahren begannen sowohl MGMs Einnahmen an den Kinokassen als auch die Zahl der Oscar- und sonstigen Preisauszeichnungen für das Studio nachzulassen. Neben grundsätzlichen Strukturproblemen, die generell zum Ende des Studiosystems führten, stieß dabei auch Mayers Leitung auf zunehmende Kritik. Das Eskapistische vieler MGM-Filme war in den harten Jahren der Great Depression und des Zweiten Weltkrieges ein Erfolgsgrund gewesen, aber in der Nachkriegszeit begannen Zuschauer und Kritiker vermehrt nach realistischeren Filmstoffen zu verlangen.
1948 wurde deshalb auf Veranlassung von Nicholas Schenck – dem Präsidenten von MGMs Muttergesellschaft Loews, Inc. – Mayer der ehemalige Drehbuchautor Dore Schary als neuer Produktionsleiter von MGM zur Seite gestellt. Shary galt als politisch liberal und setzte im Gegenzug zu Mayer auch verstärkt auf politische Filme. 1951 ersetzte Schary schließlich Mayer nach 27 Jahren in seiner Funktion in der operativen Leitung von MGM. Daraufhin zog sich Mayer in den Ruhestand zurück.
Mayer war ein aktiver Anhänger der Republikaner. Er unterstützte besonders Herbert Hoover und später Senator Joseph McCarthy. Von 1931 bis 1932 war er Vizevorsitzender der Partei in Kalifornien, von 1932 bis 1933 Vorsitzender. 1934 bekämpfte er die Bewerbung des linken Schriftstellers Upton Sinclair um das Amt des kalifornischen Gouverneurs.

### Privates
Von 1904 bis 1947 war Mayer mit Margaret Shenberg verheiratet. Die Ehe, aus der zwei Töchter entstammten, wurde geschieden. 1948 heiratete er die wesentlich jüngere Lorena Layson, mit der er bis zu seinem Tod verheiratet blieb. Einer seiner Töchter war die Theaterproduzentin Irene Mayer Selznick. Irene war mit dem Filmproduzenten David O. Selznick verheiratet, der von 1933 bis 1935 bei MGM arbeitete, sich jedoch 1936 entschloss, seine eigene Filmfirma Selznick International Pictures zu gründen. 1939 arbeiteten Mayer und sein Schwiegersohn Selznick aber für das Großprojekt Vom Winde verweht nochmals zusammen, bei welchem MGM den Vertrieb übernahm.
Mayer starb 1957 im Alter von 73 Jahren an Leukämie und wurde im Home of Peace Cemetery im Osten von Los Angeles beigesetzt. Louis B. Mayers letzte Worte waren angeblich: „Nichts ist wichtig.“

## Arbeitsweise und Nachleben
Mayer arbeitete selbst niemals als Regisseur oder Drehbuchautor, weshalb er davon absah, den bei seinen Studios angestellten Filmkünstlern in die Details ihrer Arbeit hereinzureden. Mayer verstand aber, was unterhaltsame Filme ausmachte und was das Publikum verlangte, und verband dies über viele Jahre mit einer großen Wirtschaftlichkeit.
Mayer genoss den Ruf eines gnadenlosen Geschäftsmannes, der sein Studio streng führte und dabei (wie viele Filmproduzenten seiner Zeit) oftmals persönliche Grenzen im Umgang mit Angestellten überschritt. Er half beim Aufbau der Karrieren vieler Hollywood-Filmlegenden auf, zerstörte aber auch andere Laufbahnen aufgrund von Streitigkeiten. Der „selbstgefällige, skrupellose und übertrieben sentimentale Monarch“ hatte er in späteren Jahrzehnten unter seinen ehemaligen Angestellten sowohl Kritiker als auch Verteidiger seiner Person und seines Werkes. Legendär wurden seine Tränenausbrüche, wenn er bei widerspenstigen Stars seinen eigenen Willen durchsetzen wollte. Einige Schauspieler wie Greta Garbo oder Esther Williams zeigten sich von Mayer unbeeindruckt und gewannen etliche Auseinandersetzungen mit dem Studiochef um mehr Geld und bessere Arbeitsbedingungen.
Mayer setzte bei MGM den Ton der Erzählung für die produzierten Filme, in denen sich oft sein Glaube an den American Dream und sein Konservatismus widerspiegelten. Er wollte „gesunde Unterhaltung“, die dem Zuschauer eine Ehrfurcht vor religiösen Überzeugungen, Patriotismus und Familienwerte vermitteln sollten. Dabei schufen die MGM-Filme unter Mayers Ära oftmals eskapistische Idealentwürfe eines ländlichen, gutmütigen Amerikas und können dadurch auch zur Americana gezählt werden. Mit diesem Amerikabild prägte Mayer wiederum die Zuschauer, wie sein Biograf Eyman festhielt: „Mayers Sicht auf Amerika wurde zu Amerikas Sicht auf sich selbst.“ Laut Budd Schulberg hinterließ Mayer ein „Vermächtnis klassischer, unnachahmlicher Filme, welche die amerikanischen Hoffnungen prägten – wenn schon nicht ihre Wirklichkeit.“

## Auszeichnungen und Ehrungen

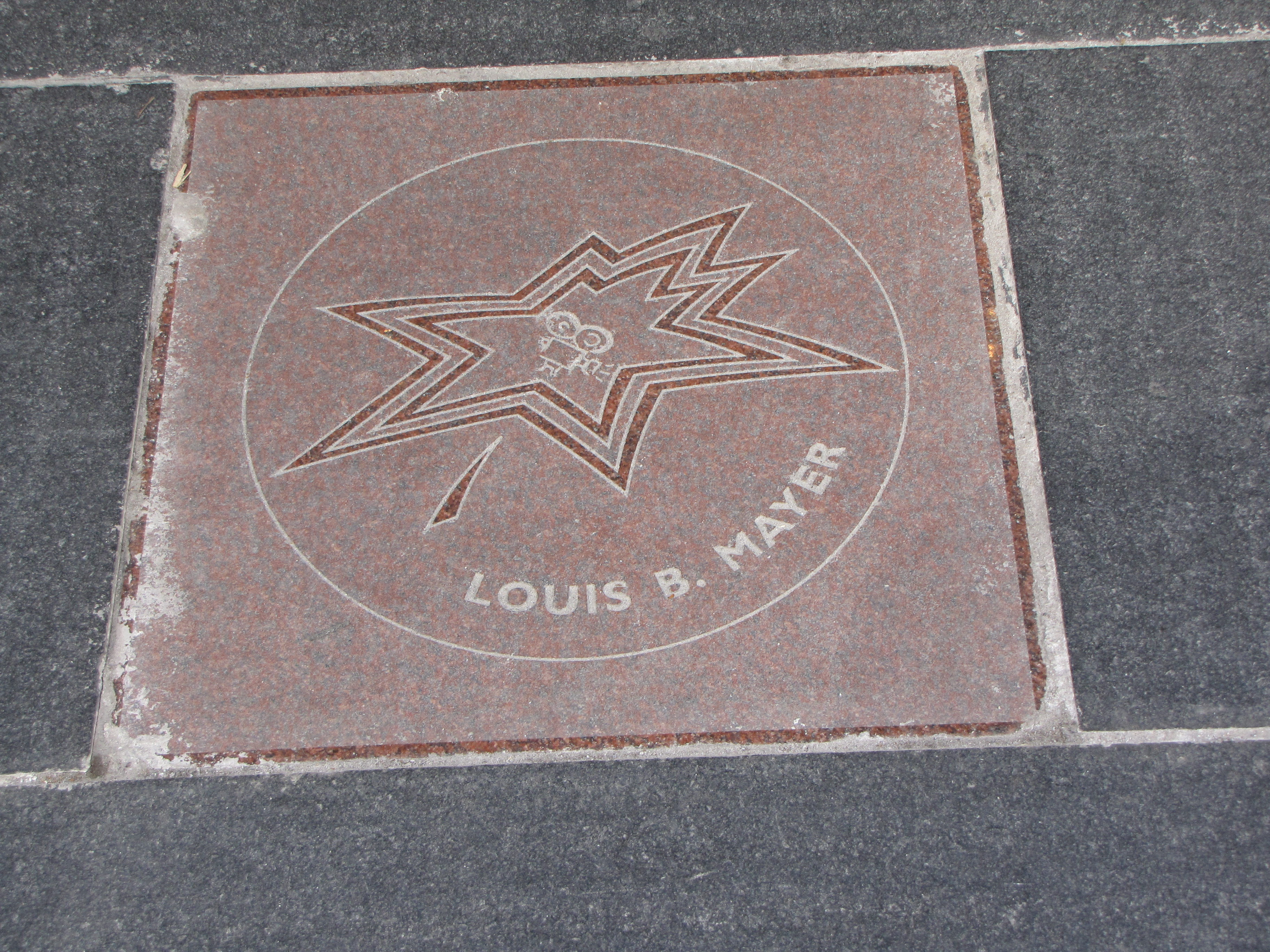
Louis B. Mayers Stern auf dem Canada’s Walk of Fame

Mayer, einer der Mitbegründer der Academy of Motion Picture Arts and Sciences, die jährlich die Oscars verleiht, wurde mit einem Ehrenoscar und einem Stern auf dem Hollywood Walk of Fame geehrt. TIME Magazine wählte ihn zu einer der 100 einflussreichsten Personen des 20. Jahrhunderts.

## Louis B. Mayer in Filmen
Louis B. Mayer wurde in einer Reihe von Filmen als historische Persönlichkeit dargestellt, darunter Gable und Lombard (1976), Der Scarlett-O’Hara-Krieg (1980), Meine liebe Rabenmutter (1981), Citizen Kane – Die Hollywood-Legende (1998), Aviator (2004), Trumbo (2015), Judy (2019) und Mank (2020). Eine satirische Verzerrung von Mayer ist die Figur des Jack Lipnick im Film Barton Fink (1991). Erwähnung findet Mayer auch in der Komödie Liebe braucht keine Ferien (2005).